# Resolución 1230 del Consejo de Seguridad de las Naciones Unidas
La resolución 1230 del Consejo de Seguridad de las Naciones Unidas, aprobada por unanimidad el 26 de febrero de 1999, tras reafirmar las resoluciones 1125 (1997), 1136 (1997), 1152 (1998), 1155 (1998), 1159 (1998), 1182 (1998) y 1201 (1998) relativas a la situación en la República Centroafricana, el Consejo prorrogó el mandato de la Misión de las Naciones Unidas en la República Centroafricana (MINURCA) hasta el 15 de noviembre de 1999, expresando su intención de darlo por terminado totalmente para esa fecha. 
Se celebraron elecciones legislativas en la República Centroafricana los días 22 de noviembre y 18 de diciembre de 1998. El Consejo destacó la necesidad de reestructurar las Fuerzas Armadas Centroafricanas (FACA) y de crear un entorno seguro y estable que favorezca la celebración de elecciones y la recuperación económica. A este respecto, instó al Gobierno de la República Centroafricana a fijar una fecha para las elecciones presidenciales lo antes posible.
Tras prorrogar el mandato de la MINURCA, el Consejo expresó su intención de iniciar la reducción de la operación 15 días después de la celebración de las elecciones presidenciales con miras a terminar la misión el 15 de noviembre de 1999.  Realizaría revisiones cada 45 días del mandato de la MINURCA. Se instó a todos los partidos del país a tomar medidas para resolver el actual estancamiento político y se pidió al gobierno en particular que estableciera una comisión electoral para las elecciones presidenciales. El apoyo de la MINURCA fue necesario para este proceso y se pidió reconocer el papel del Programa de las Naciones Unidas para el Desarrollo (PNUD) en la coordinación de las elecciones.  También se le pidió supervisar la destrucción de armas y municiones confiscadas.
Se instó a las autoridades centroafricanas a aplicar las siguientes políticas: 
a) adoptar proyectos de ley y decretos relativos a la defensa nacional y a la estructura de las fuerzas de defensa, antes del 15 de abril de 1999;
b) limitar la misión del FORSDIR a la protección de dichas Instituciones y de las autoridades de alto nivel;
c) seguir apoyando el programa de desmilitarización y reintegración del PNUD;
d) establecer un programa de ejecución para reestructurar la FACA, incluido el reclutamiento geográfico y multiétnico y la mejora de las condiciones de trabajo, a más tardar el 1 de abril de 1999.
También se pidió a las autoridades que se abstuvieran de intervenir en conflictos extranjeros y que la recuperación económica y la reconstrucción fueran sus principales prioridades. Por último, se pidió al Secretario General Kofi Annan que examinara el papel de las Naciones Unidas en el país tras la marcha de la misión de mantenimiento de la paz MINURCA.